# 阿尼比萊克魯省
7°13′N 3°20′W / 7.217°N 3.333°W

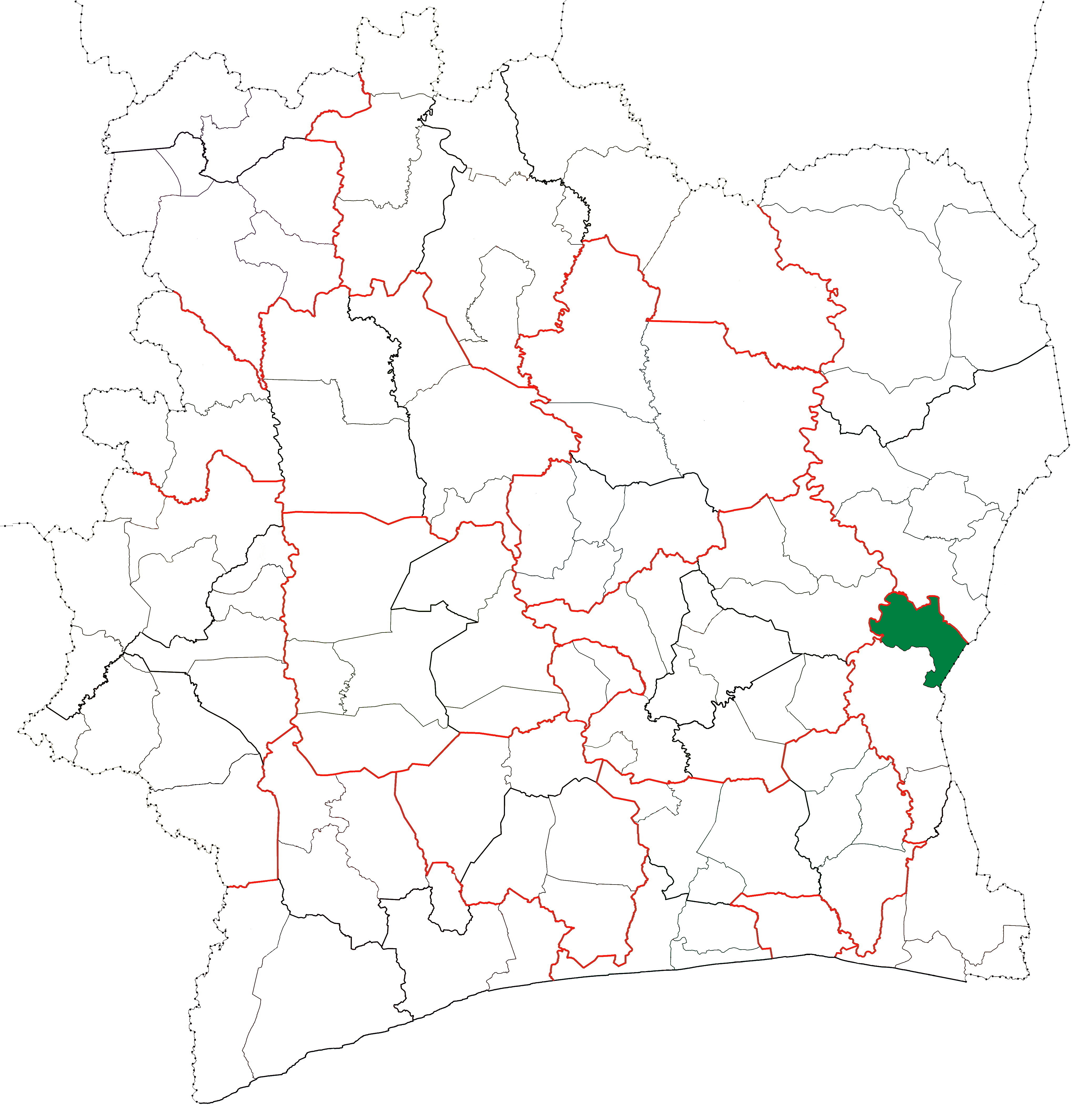

阿尼比萊克魯省（Agnibilékrou Department），是科特迪瓦的省份，位於該國東南部科莫埃區，由因德涅-茹瓦布蘭大區負責管轄，南面是阿本古魯省，成立於1995年，面積1,720平方公里，2014年人口168,188，人口密度每平方公里98人。